# Bernauer Straße (straat)
De Bernauer Straße is een straat in het Berlijnse stadsdeel Mitte en loopt van Mauerpark tot aan Nordbahnhof in het verlengde van de Eberswalder Straße. Ten tijde van de tweedeling van Duitsland lag de straat op de Sovjet-Franse sectorgrens.

## Geschiedenis

### Voor de Berlijnse muur
De Bernauer Straße bestond al vroeg als een commerciële en militaire verbindingsweg tussen Berlijn en locaties in het markgraafschap van Brandenburg. Het kreeg zijn huidige naam op 29 mei 1862. Vóór deze datum stond het bekend als Straße 50, en later Straße 80, voordat het Bernauer Straße werd genoemd. Het leidde naar het noordoosten van Bergstraße naar het driehoekige kruispunt van Schwedter Straße en Oderberger Straße. Op 4 juli 1904 werd de zuidwestelijke uitbreiding tussen Bergstraße en Gartenstraße voltooid. Met de vorming van Groot-Berlijn in 1920, en de bijbehorende districtsdivisie, zouden huisnummers 1-50, aan de zuidkant van de straat, in het district Mitte liggen, dat later deel zou uitmaken van de Sovjetsector in Berlijn, en huisnummers 51-121, aan de noordkant van de straat, zouden in het district Wedding liggen, dat later deel zou uitmaken van de Franse sector van Berlijn. De straat zelf behoorde volledig toe aan Wedding, en later aan de Franse sector; dit zou het toneel vormen voor ontsnappingen tijdens het Berlijnse Muur-tijdperk.

### Berlijnse Muur-tijdperk
Omdat de straat zelf tot de Franse sector van West-Berlijn behoorde, werden de ingangen en ramen van de huizen aan de zuidkant achtereenvolgens dichtgemetseld door de Oost-Duitse grenswachten en werd de toegang tot het dak geblokkeerd. Op 22 augustus 1961 werd Ida Siekmann het eerste slachtoffer aan de Berlijnse muur: ze stierf nadat ze uit haar appartement op de derde verdieping aan Bernauer Straße 48 was gesprongen.
Tegen het najaar van 1961 waren de laatste van deze huizen verplicht leeggemaakt en de gebouwen zelf werden vervolgens in 1963 afgebroken. Voor de tien mensen waarvan bekend is dat ze zijn gestorven toen ze probeerden te ontsnappen in het gebied van de Bernauer Straße, is er een herdenkingstablet bij de ingang naar Swinemünder Straße.
Het metrostation Bernauer Straße, dat U-Bahn lijn D diende, leed ook onder de bouw van de Berlijnse muur. Ondanks het feit dat het een ingang had naar de Bernauer Straße die zich op de grens van Oost- en West-Berlijn bevond, bevond het station zich in Oost-Berlijn en werd het een spookstation met al zijn ingangen afgesloten. De ingang van Bernauer Straße werd onderdeel van de muur.
Ontsnaptunnels werden ook onder de muur in de Bernauer Straße gegraven. In 1962 kwam er één uit in Schönholzer Straße 7 (in het oosten). 29 Oost-Berlijners van alle leeftijden kropen door de tunnel naar West-Berlijn, ongemerkt door de grenswachten. De documentaire film The Tunnel van NBC News was een visueel verslag van die operatie.
Een andere tunnel, waarschijnlijk de beroemdste van allemaal, en later Tunnel 57 genoemd, eindigde in Strelitzer Straße 55 (ook in het oosten) en gedurende twee nachten in oktober 1964 slaagden 57 Oost-Duitsers erin te ontsnappen. De actie werd echter gedetecteerd en eindigde met een schotenwisseling tussen de grenswachters en de tunnelgravers. Grenswachter Egon Schultz, werd gedood en daarna gestileerd door Oost-Duitse autoriteiten als een martelaar vermoord door westerse smokkelaars. Na de Wende van 1989 werd toegang verkregen tot de archieven en werd onthuld dat het dodelijke schot afkomstig was van een collega-grenswachter.
Tot midden jaren 80 bevond zich de Versöhnungskirche op de Todesstreifen. Deze werd in 1985 opgeblazen.
De straat was ook de eerste locatie van het Mauermuseum van de historicus en verzetsstrijder Rainer Hildebrandt, voordat hij naar Haus am Checkpoint Charlie verhuisde.

### Val van de muur
Nadat de Berlijnse muur op 9 november 1989 was gevallen, begon de volgende dag met het maken van een opening door de muur waar deze over de weg tussen Bernauer Straße en de nabijgelegen Eberswalder Straße liep. De oversteek ging officieel open om 8.00 uur de volgende dag op 11 november 1989, waarmee het een van de eerste van de nieuwe Berlijnse muurgrensovergangen werd die na de val van de muur ontstonden.
Het metrostation Bernauer Straße, dat een spookstation werd toen de Berlijnse Muur in 1961 opkwam, hervatte zijn werkzaamheden op 12 april 1990. Alleen de noordelijke ingang naar de Bernauer Straße werd geopend, terwijl de andere ingangen die naar Oost-Berlijn leidden gesloten bleven tot 1 juli 1990. Op die dag waren er geen grenscontroleposten meer tussen Oost- en West-Berlijn met de douane- en monetaire unie tussen West- en Oost-Duitsland.
De ontmanteling van dit deel van de Berlijnse muur in 1989 was de eerste keer dat Britse soldaten (62 Transport and Movement Squadron, Royal Corps of Transport en Royal Engineers) in de Britse sector rechtstreeks met het voormalige Oost-Duitse leger hadden samengewerkt. Er werden vrachtwagens voor het transportsquadron geleverd om delen van de betonnen muur weg te voeren naar een gebied in de buurt van Potsdam.
De straat is herbouwd als een hoofdweg, met een tramlijn. Er zijn echter nog maar een paar kavels aan de zuidkant opnieuw opgebouwd.

## Sprong der Vrijheid
De Bernauer Straße was ook het toneel van de wereldberoemde Sprong der Vrijheid. Op 15 augustus 1961 bewaakte Hans Conrad Schumann de bouw van de Berlijnse muur op het kruispunt tussen de Ruppiner en de Bernauer Straße, die twee dagen eerder was begonnen. Daarom bestond de barrière op dat moment uit ongeveer 80 cm hoge prikkeldraadrollen. Op een moment dat zijn collega grenswachten niet keken, sprong hij over het prikkeldraad. Onderwijl liet hij zijn machinepistool vallen en rende naar een West-Berlijns politie-voertuig tien meter verderop, waarvan de bemanning de deur al open had gelaten voor bescherming vanwege de kennelijke intentie om te vluchten, wat hem had aangemoedigd het risico te nemen.
Het moment werd vastgelegd door fotograaf Peter Leibing en ging de hele wereld over. De foto is afgebeeld op de gevel van een pand op de hoek van Bernauer Straße en de Brunnenstraße. Op de Brunnenstraße bevindt zich dicht bij de kruising met de Bernauer Straße een Conrad Schumann Memorial.

## Bezienswaardigheden
- Nordbahnhof - In het station bevinden zich panelen die gaan over spookstations ten tijde van de muur.
- Gedenkstätte Berliner Mauer
- Bezoekerscentrum Monument Berlijnse muur
- Conrad Schumann Memorial